# (100309) Misuzukaneko
(100309) Misuzukaneko es un asteroide perteneciente al cinturón de asteroides, descubierto el 20 de abril de 1995 por Akimasa Nakamura desde el Observatorio Astronómico de Kumakōgen, Kumakōgen, Japón.

## Designación y nombre
Designado provisionalmente como 1995 HD. Fue nombrado Misuzukanekoen honor al poeta y compositor japonés Misuzu Kaneko que durante su corta vida compuso un total de 512 poemas, entre ellos 'Watashi a Kotori a Suzu a' ("Ave, Bell y yo"), su obra maestra, y 'Tairyo' ("Big Catch de Pescado"). En el año 2003, se fundó el Museo Memorial Misuzu Kaneko fue fundada en la ciudad de Nagato, donde nació.

## Características orbitales
Misuzukaneko está situado a una distancia media del Sol de 2,538 ua, pudiendo alejarse hasta 2,997 ua y acercarse hasta 2,080 ua. Su excentricidad es 0,180 y la inclinación orbital 3,921 grados. Emplea 1477 días en completar una órbita alrededor del Sol.

## Características físicas
La magnitud absoluta de Misuzukaneko es 15,7.